# 宅地造成及び特定盛土等規制法
宅地造成及び特定盛土等規制法（たくちぞうせいおよびとくていもりどとうきせいほう、昭和36年11月7日法律第191号）は、宅地造成工事等についての必要な規制に関する法律である。

## 経緯
宅地造成に伴う崖崩れや土砂災害を防止するため、昭和36年に宅地造成等規制法（通称：宅造法、宅造規制法など。以下、旧法という）が制定された。
制定のきっかけは1961年（昭和36年）6月の梅雨前線豪雨であった。全国に大きな被害があったが、特に神奈川県、兵庫県等の丘陵地帯で発生した崖崩れや土砂災害は、宅地開発されたばかりの箇所や造成中の箇所が目立ち、大きな問題となった。
これにより、建設大臣（後に都道府県知事等に権限委譲）が災害の危険がある傾斜地等を宅地造成工事規制区域に指定すると、区域内で宅地造成を行う際には都道府県知事の許可が必要になった。

その後、新潟県中越地震（2004年）等の災害をふまえた法改正が行われ、造成宅地防災区域を指定する規定が加わった（2006年9月施行）。
2021年（令和3年）7月に静岡県熱海市で大規模な盛土崩落が発生したことにより、抜本的な法改正が行われることになった。2022年に宅地造成及び特定盛土等規制法（通称：盛土規制法。以下、新法という）と名称を変更し、翌年5月に施行された。旧法では宅地造成工事を対象としていたが、新法では農地や森林、土砂の一時的な堆積等も対象としている。都道府県知事等は宅地造成工事規制区域、特定盛土等規制区域を指定することができる。

### 規制区域の例
- 東京都では、旧法に基づき八王子市、町田市、多摩市、青梅市等の丘陵地域を規制区域に指定していた[2]。新法の施行を受けて令和6年にほぼ都内全域を規制区域に指定した[3]。
- 埼玉県では、旧法による規制区域はなかった。規制区域の指定を検討中（2024年9月現在）[4]。

## 構成
- 第一章　総則（第1条・第2条）
- 第二章　基本方針及び基礎調査（第3条〜第9条）
- 第三章　宅地造成等工事規制区域（第10条）
- 第四章　宅地造成等工事規制区域内における宅地造成等に関する工事等の規制（第11条〜第25条）
- 第五章　特定盛土等規制区域（第26条）
- 第六章　特定盛土等規制区域内における特定盛土等又は土石の堆積に関する工事等の規制（第27条〜第44条）
- 第七章　造成宅地防災区域（第45条）
- 第八章　造成宅地防災区域内における災害の防止のための措置（第46条〜第48条）
- 第九章　雑則（第49条〜第54条）
- 第十章　罰則（第55条〜第61条）
- 附則

## 目的
宅地造成に伴う崖崩れや土砂の流出によって多くの人が死傷することを防ぐことを目的とする。そのために、
- 宅地造成工事の許可制
- 一定の工事の届出制
- 宅地を常時安全な状態に維持する義務

についての手段を定める。

## 用語
宅地
本法で「宅地」とは、農地、採草放牧地、森林、公共施設用地以外の土地をいう。必ずしも居住の用に用いる土地のみを指すわけではない。また登記の内容とも関係がなく、後述の指定が宅地造成の前か後であったかを問わない。
宅地造成
宅地以外の土地を宅地にするため、または宅地において行う土地の形質の変更のことをいう。切土・盛土など。
宅地造成工事規制区域
宅地造成工事によって特に災害が懸念される区域として都道府県知事（政令指定都市・中核市・特例市〈平成26年廃止。現在は、施行時特例市が存在〉の区域内の土地では市長、以下同じ）が、指定した区域。（市街地や集落、その周辺など、人家等がまとまって存在し、盛土等がされれば人家等に危害を及ぼしうる区域として、知事等が指定した区域）
知事が関係市町村長の意見を聴いて、宅地造成に伴い災害が生ずるおそれが大きい市街地又は市街地となろうとする土地の区域で、宅地造成に関する工事について規制を行う必要があるものを指定することができる。指定にあたっては、当該区域を公示するとともに、その旨を国土交通大臣に報告し、かつ関係市町村長に通知しなければならない。
知事またはその命じた者若しくは委任した者は、指定のため他人の占有する土地に立ち入って測量または調査を行う必要がある。場合においては、その必要の限度において他人の占有する土地に立ち入ることができる。この場合、立ち入ろうとする3日前までにその旨を土地の占有者に通知しなければならない。土地の占有者は正当な理由がなければこの立入りを拒否できない。
知事は、区域内における宅地の所有者、管理者または占有者に対し、当該宅地または宅地において行われている工事の状況について報告を求めることができる。この求められた報告をせず、または虚偽の報告をした者は20万円以下の罰金に処せられる。
区域内では、以下に該当する一定規模の宅地造成工事を行おうとする場合（都市計画法による開発許可を受けた場合を除く）、造成主（工事請負契約の注文者、または自ら工事をする者）は知事の許可を受けなければならない。無許可で工事が行われた場合、宅地の所有者と造成主が異なる場合であっても、知事は所有者に対し宅地の使用を禁止または制限することができる。また工事を完了した場合は、知事の検査を受けなければならず、計画を変更する場合は、原則として再度知事の許可（軽微な変更の場合は届出）が必要である。
1. 切土工事において、切土部分に2メートルを超える崖が生じるもの。
2. 盛土工事において、盛土部分に1メートルを超える崖が生じるもの。
3. 切盛土工事において、盛土部分に1メートル以下の崖が生じ、かつ切土と盛土を合わせて2メートルを超える崖が生じるもの。
4. 1-3以外の造成工事で、切土または盛土の面積が500平方メートルを超えるもの。

知事の許可が不要な造成工事であっても、区域内において以下の行為をしようとするときは、届出期間内に知事への届出が必要となる。
1. 宅地造成工事規制区域指定の際、すでに工事が行われている場合は、指定があった日から21日以内。
2. 高さが2メートルを超える擁壁または排水施設の全部または一部の除却工事を行おうとする場合は、工事に着手する日の14日前まで。
3. 宅地以外の土地を宅地に転用した場合は、転用した日から14日以内。
4. 工事の許可申請を受理した知事は、遅滞なく文書をもって許可または不許可の処分を申請者に通知しなければならない。知事は工事についての許可に、災害を防止するために必要な条件を付することができる。

特定盛土等規制区域
市街地や集落などから離れているものの、地形等の条件から、盛土等が行われれば人家等に危害を及ぼしうる区域として、知事等が指定した区域。
造成宅地防災区域
盛土による宅地造成地（宅地造成工事規制区域に指定されていない土地）で災害防止のため必要があるとして、知事及び市長が指定した区域。
指定に当たっては関係市町村長の意見を聴くことになっている。
区域内の造成宅地の所有者・管理者・占有者は、宅地造成に関する工事等について災害が生じないよう、擁壁の設置など必要な措置を講ずるよう努めなければならない。知事は所有者・管理者・占有者に対し必要な措置をとるよう勧告・命令することができる。